# 호세 이라라고리
호세 이라라고리 에알로(스페인어: José Iraragorri Ealo; 1912년 3월 16일, 바스크 주 바사우리 ~ 1983년 4월 27일, 바스크 주 갈다카오)는 스페인의 축구 선수로, 현역 시절 좌측 안쪽 공격수로 활약하였다.

## 클럽 경력
이라라고리는 바사우리 출신으로, 본래 1929년에서 19356년까지 아틀레틱 빌바오에서 활약하였고, 그 동안 라 리가와 코파 델 레이에서 4번씩 우승을 거두었으며, 비스카이아 선수권 대회도 5번 우승하였다. 그는 치리 2호, 기예르모 고로스티사, 라푸엔테, 그리고 바타와 함께 유명세를 떨친 공격진의 한 명이었다.
그의 현역 생활은 스페인 내전으로 중단되었고, 그와 그의 동료들은 바스크 대표팀의 일원으로 유럽과 아메리카를 순회하였고, 이후 멕시코에서 에우스카디의 명칭으로 리그에 참가하기도 하였다.
이라라고리는 이후 같은 바스크인인 이시드로 랑가라와 앙헬 수비에타와 함께 아르헨티나의 산 로렌소로 이적하였고, 부에노스 아이레스에서 2년을 보냈다. 이후 그는 멕시코 무대에 복귀해 에스파냐에 입단하였고, 이후 스페인 무대에 복귀해 1946년부터 1949년까지 다시 아틀레틱 빌바오에서 활약하였다.
그는 37세의 나이로 현역에서 은퇴하고 바로 아틀레틱 빌바오의 감독이 되었는데, 그는 이 직위를 이어지는 3년 동안 맡으면서 1950년에 코파 데 에스파냐를 우승하였다. 그는 짧은 기간 동안 다른 구단들을 지도한 경험도 있다.

## 국가대표팀 경력
이라라고리는 7번 스페인 국가대표팀 경기에 7번 출전해 1골(공식 FIFA 자료에는 2골을 넣은 것으로 기록되어 있다)을 브라질과의 1934년 FIFA 월드컵 경기에서 기록하였다.